# Molvízar
Molvízar település Spanyolországban, Granada tartományban. Molvízar Salobreña, Ítrabo és Los Guájares községekkel határos. Lakosainak száma 2730 fő (2024).

## Népesség
A település népessége az elmúlt években az alábbi módon változott:
| Lakosok száma | 2697 | 2745 | 2998 | 3273 | 3203 | 2903 | 2881 | 2794 | 2748 | 2730 |
|               | 2001 | 2004 | 2006 | 2009 | 2011 | 2014 | 2016 | 2019 | 2021 | 2024 |